# Chris White (bassist, 1936)
Chris White (New York, 6 juli 1936 – 2 november 2014) was een Amerikaanse jazzcontrabassist.

## Biografie
White trad tijdens de jaren 1950 nu en dan op met Cecil Taylor. In 1960 en 1961 begeleidde hij de zangeres Nina Simone. Daarna behoorde hij tot 1966 bij de band van Dizzy Gillespie. In 1963 nam hij op met Gillespie's saxofonist James Moody. Later leidde hij zijn eigen band The Jazz Survivors en was hij lid van de band Prism. Daarnaast werkte hij o.a. samen met Billy Taylor, Eubie Blake, Earl Hines, Chick Corea, Teddy Wilson, Kenny Barron, Mary Lou Williams, Duke Ellington, Sarah Vaughan, Carmen McRae en Billy Cobham. In 1976 werkte hij mee bij de Wildflowers Loft-Sessions. Op het gebied van de jazz was hij vanaf 1960 betrokken bij meer dan 80 opnamesessies.
In 1992 verscheen zijn album The Chris White Project met Cecil Brooks III, Jimmy Ponder, Cassandra Wilson, Grachan Moncur III, Steve Nelson, Keith Copeland, Marvin Horne, Steve Kroon en Michael Raye. White was de eerste leider van het New Yorkse project Jazzmobile, eerste leider van het Institute of Jazz Studies van de Rutgers University en hij doceerde aan het Bloomfield College in New Jersey. White ontwikkelde verder een muzieknotatiesysteem en was werkzaam als uitgever bij de uitgeverij Da Capo Press en het tijdschrift Black Perspective In Music. Hij verwierf de master in muziekpedagogie aan de University of Massachusetts.

## Overlijden
Chris White overleed in november 2014 op 78-jarige leeftijd.
- Bibsys: 13047661
- Bibliothèque nationale de France: cb139011250 (data)
- Gemeinsame Normdatei: 135207231
- International Standard Name Identifier: 0000 0001 1691 7380
- Library of Congress Control Number: no91026354
- MusicBrainz: 446876b6-fb3c-473b-a4b1-4dc94fe8c6db
- Istituto Centrale per il Catalogo Unico: UBOV696276
- SNAC: w6989ftx
- Virtual International Authority File: 100229583
- WorldCat: E39PBJpPG4YYCbGYhBTvdGjjYP